# Erik Hansen
Erik Hansen (Randers, 15 de novembro de 1939 - 30 de setembro de 2014) foi um canoísta dinamarquês especialista em provas de velocidade.

## Carreira
Foi vencedor da medalha de Ouro em K-1 1000 m e da medalha de Bronze em K-1 4x500 m em Roma 1960 e da medalha de Bronze em K-1 1000 m em Cidade do México 1968.